# Lorna Doone (1912)
Lorna Doone é um filme mudo de romance dramático britânico de 1912, dirigido por Wilfred Noy e estrelado por Dorothy Bellew. É uma adaptação do romance de 1869, Lorna Doone, de R. D. Blackmore.

## Elenco
- Dorothy Bellew ... Lorna Doone